# Grande Galerie de l'Évolution
De Grande Galerie de l'Évolution (Nederlands: Grote Galerij der Evolutie) is een onderdeel van het Franse Muséum national d'histoire naturelle. Het is gelegen in de Jardin des Plantes in Parijs. Dit museum richt zich op de evolutie van de dieren- en plantenwereld.
De Grande Galerie de l'Évolution omvat vier etages. De eerste etage, gelegen achter de ingang van het museum, richt zich op mariene diersoorten. Op de tweede etage staat het landleven centraal met als voornaamste onderdeel een grote opstelling van Afrikaanse zoogdieren. De derde etage richt zich op de invloed van de mens op het leven op Aarde met onder meer een zaal met opgezette exemplaren van diverse uitgestorven soorten vogels en zoogdieren, waaronder de buidelwolf, quagga, blauwbok, Schomburgk-hert, huia's, reuzenalk, Carolinaparkiet en trekduif. Een algemene tentoonstelling over de ontwikkeling van het leven op aarde en de principes van evolutie en genetica bevindt zich op de bovenste etage.

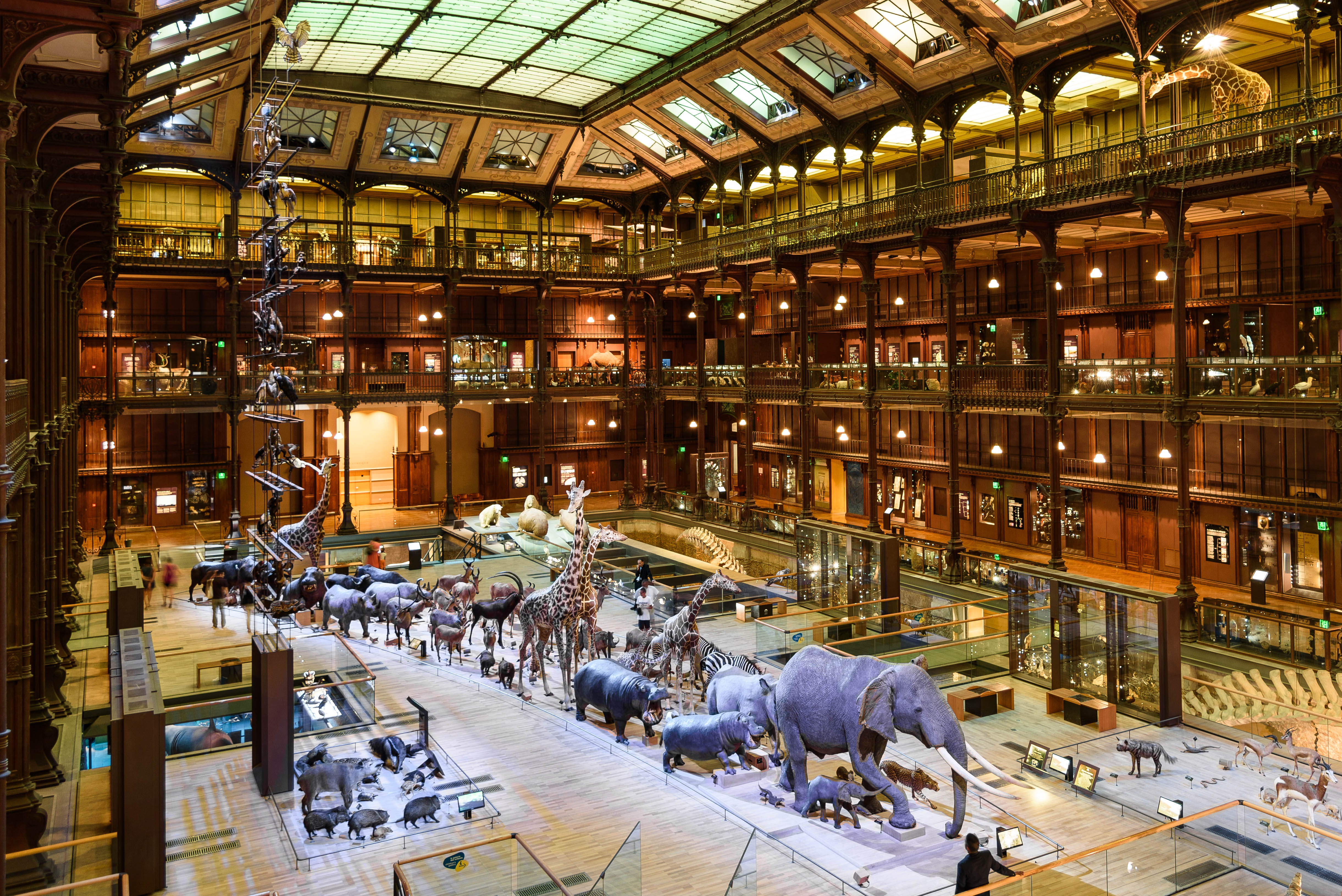
Afrikaanse zoogdieren op de eerste verdieping
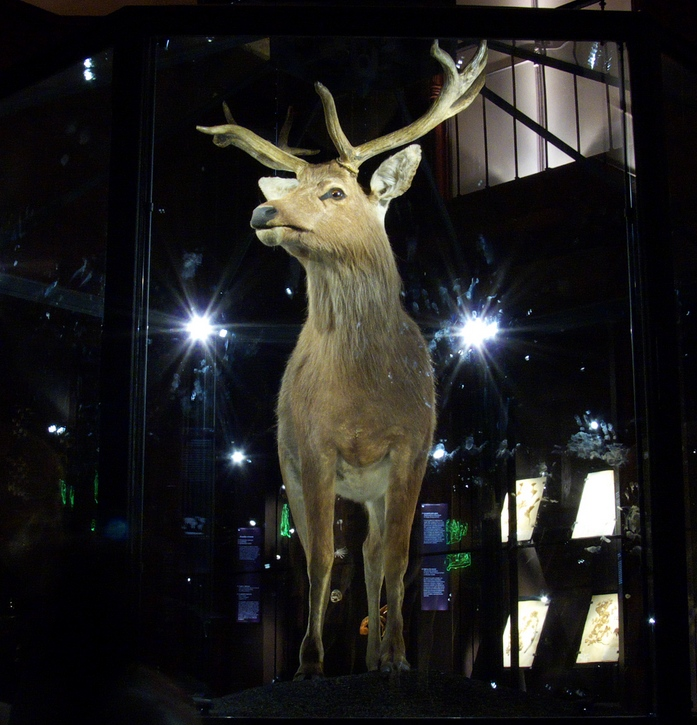
Schomburgk-hert
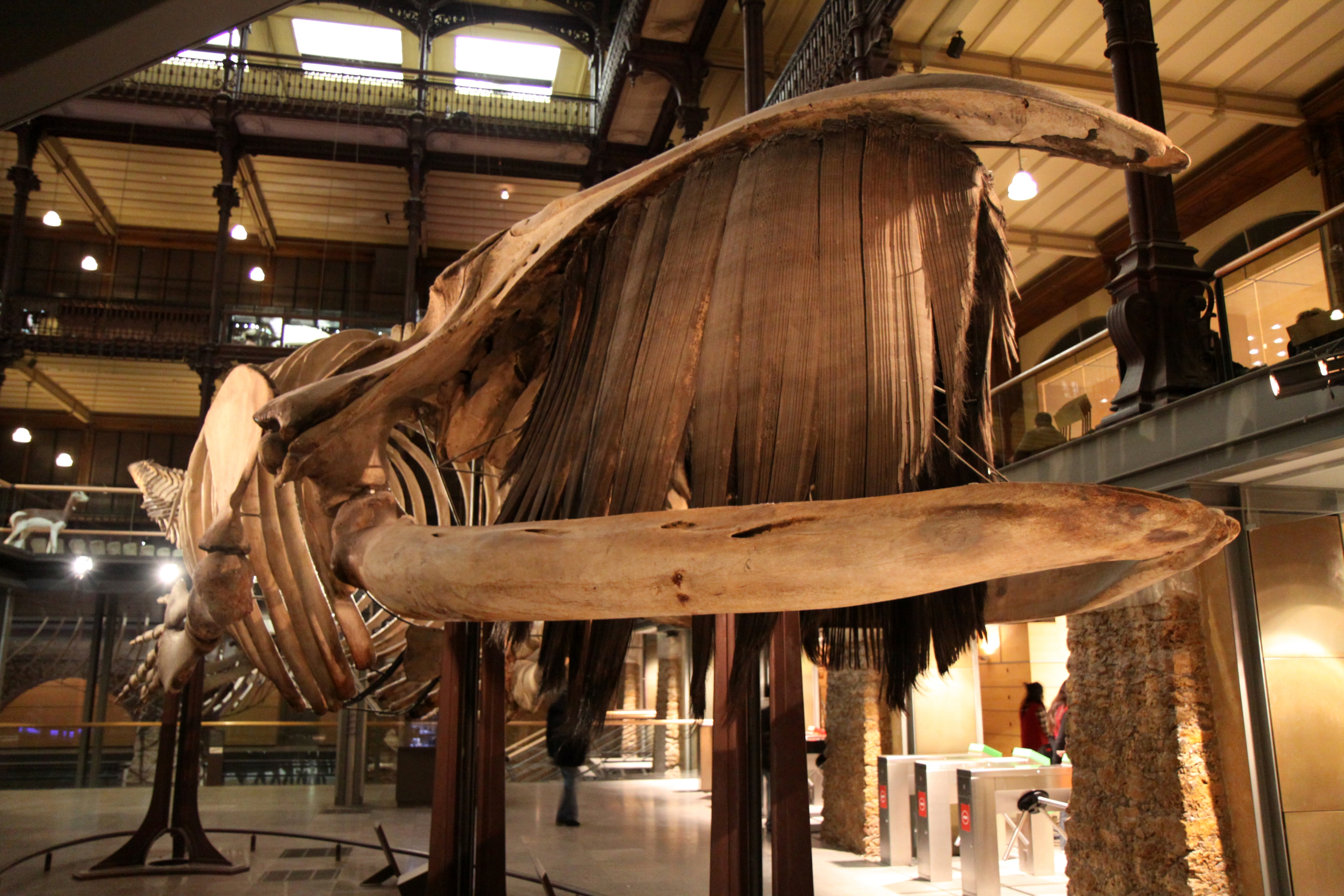
Skelet van een baleinwalvis

- Bibliothèque nationale de France: cb123762728 (data)
- Gemeinsame Normdatei: 1086291123
- Réseau des bibliothèques de Suisse occidentale: 02-A022411726
- Système universitaire de documentation: 032804180
- Virtual International Authority File: 261194279